# Assessor randalli
Assessor randalli är en fiskart som beskrevs av Allen och Kuiter, 1976. Assessor randalli ingår i släktet Assessor och familjen Plesiopidae. Inga underarter finns listade.